# Elecciones legislativas de la República Checa de 1996
Las elecciones legislativas tuvieron lugar en la República Checa el 31 de mayo y el 1 de junio de 1996. El resultado fue una victoria para el Partido Democrático Cívico, que ganó 68 de los 200 escaños. La participación electoral fue de 76.41%. No se habían celebrado elecciones generales desde que la República Checa obtuvo la soberanía el 1 de enero de 1993, paralelamente a la disolución de Checoslovaquia. En ese momento, el ex Consejo Nacional Checo elegido en junio de 1992 se transformó en parlamento nacional conocido como la Cámara de Diputados.
De los 200 escaños que estaban en disputa, la coalición de gobierno de centro-derecha encabezada por el Primer Ministro Václav Klaus del Partido Democrático Cívico (ODS) fue desafiado principalmente por el Partido Socialdemócrata Checo (ČSSD), que había ganado popularidad desde la elección de 1992. Durante la campaña, Klaus señaló los logros económicos de su gobierno como la reducción del desempleo y de la inflación, el crecimiento anual constante y un programa de privatización masiva que funciona sin problemas. Mientras que el ČSSD proponía políticas sociales más sólidas, particularmente en el sector de la vivienda y sectores de la salud. Curiosamente, los líderes mencionados se enfrentaron directamente en el mismo distrito electoral (Ostrava). En total 23 partidos se registrados para las elecciones.
El día de la elección, el ODS mantuvo su posición de liderazgo pero, junto con sus aliados, perdió 21 escaños para terminar con 99, apenas 2 escaños por debajo de la mayoría. El ČSSD capitalizó estas pérdidas para registrar mejores resultados de lo que las encuestas habían pronosticado y emerger como segundo lugar. En opinión de los analistas, este resultado obligaría a la coalición de gobierno a realizar su trabajo con mayor responsabilidad y compromiso con la oposición en lo que respecta a los créditos para servicios sociales, mientras que a su vez desaceleraría el ritmo hasta acelerado de las reformas de libre mercado. La falta de dominio de cualquier grupo exigió negociaciones intensas en las que el presidente de la República, Vaclav Havel, desempeñó un papel clave. Finalmente el 4 de julio Klaus, en el poder desde 1992, asumió el cargo de primer ministro al frente de un gobierno minoritario que comprendía al ODS, KDU–ČSL y al ODA. Milos Zeman, jefe del ČSSD, fue elegido presidente de la Cámara de Diputados después de haber prometido su apoyo al primer ministro.

## Contexto
Estas fueron las terceras elecciones parlamentarias en las que participaron los votantes checos desde el colapso del comunismo en 1989. Las elecciones de 1990 fueron más como un referéndum sobre la era comunista, y terminaron con una victoria contundente para la democracia y el Foro Cívico. Las elecciones de 1992 todavía se llevaron a cabo dentro de la federación, y los votantes entonces votaron por candidatos que aspiraban a tres parlamentos: el checo, el eslovaco y el federal. Pero hubo un tema que opacó a todos los demás en 1992 fue la relación entre los checos y eslovacos. En sus consecuencias, los líderes de los partidos ganadores en cada estado, Václav Klaus y Vladimír Mečiar acordaron que no había ninguna alternativa aparte de la ruptura del país. Así que las elecciones de 1996 fueron las primeras elecciones parlamentarias de la República Checa como país independiente.
La cuestión ya no era qué tipo de sistema político quería el país, ni qué tipo de relaciones se podrían establecer con los eslovacos. Las respuestas a estas preguntas ya habían sido dadas. En cambio, el tema clave en las elecciones de 1996 se centró en el proceso de transformación destacando los éxitos y las carencias. La coalición gobernante encabezada por el primer ministro Klaus podría, y lo hizo, presumir de los sólidos resultados económicos de los últimos cuatro años: aproximadamente el 85% de la economía está en manos privadas, el salario mensual promedio se ha duplicado a $310.00. La inflación en 1996 estaba por debajo del 9%, la tasa de desempleo en 2.8% es la más baja de Europa, las tasas de impuestos se habían reducido, la economía está creciendo a un ritmo anual del 5% y el presupuesto estaba en un superávit de 2.3%. Apoyados por estos logros y las encuestas, prácticamente todos los observadores nacionales e internacionales llegaron a la conclusión de que estas elecciones no iban a producir cambios significativos. El pueblo checo demostró que todos estaban equivocados incluido el primer ministro Klaus.

## Campaña
Campaña la elección previa estuvo dirigida principalmente como conflicto entre ODS de derecha y el ČSSD de izquierda. La ODS utilizó el eslogan "libertad y la prosperidad" y "Nosotros probamos que podemos". Mientras que la ČSSD uso el eslogan "Humanidad en contra del egoísmo". El dirigente del partido Miloš Zeman hizo campaña con en sitios múltiples de la República Checa. La ODS por otro lado utilizó a celebridades públicas como Lucie Bílá. Ambos partidos utilizaron reuniones masivas con los votantes como su principal instrumento de campaña.
Aunque la campaña electoral se limitó oficialmente a las últimas dos semanas de mayo, en realidad, se había llevado a cabo durante todo el año. Durante meses, el público se vio inundado por innumerables encuestas que pronosticaron una victoria para la coalición de gobierno. Cabe destacar que dichas encuestas subestimaron constantemente la fuerza del ČSSD. El gobierno, los ministros de este y, en particular, el primer ministro Klaus, recibieron más publicidad en televisión que la oposición.
Pero este último, especialmente el ČSSD, encabezado por Miloš Zeman, hizo campaña en los pueblos y aldeas pequeñas, participando en el estilo estadounidense, en encuentros cara a cara con los votantes. El Partido Democrático Cívico (ODS), el pilar de la coalición gobernante, utilizó un eslogan en su campaña: "Hemos demostrado que podemos hacerlo", este era el mensaje principal de la campaña del ODS. El partido opinó que la transformación económica de la República Checa se había completado y que la sociedad había vuelto más o menos a "lo normal". Una de las críticas a la campaña del ODS después de las elecciones fue la naturaleza retrospectiva de su mensaje a los votantes, que querían saber más sobre el futuro, en lugar del pasado. Los socios de la coalición de gobierno el ODS, KDU–ČSL y al ODA, intentaron atraer a los votantes enfatizando igualmente su trabajo en el gobierno, así como su infelicidad al ser socios menores de ODS, quienes fueron derrotados y vencidos periódicamente en el gabinete por los leales a Klaus. Aquí encontramos una razón para el éxito del ČSSD, la rivalidad y el conflicto dentro de la coalición de gobierno que absorbió gran parte de la atención de los medios en los meses previos a las elecciones. Los partidos de la coalición del gobierno gastaron más energía política en enfocar sus desacuerdos con el ODS, que en apuntar sus armas a la oposición.
La oposición estaba compuesta principalmente por el centro-izquierda, el ČSSD hizo una campaña principalmente sobre los temas que según resolvió el partido eran importantes para los votantes: la seguridad social y preocupaciones como la educación, la atención médica, el medio ambiente, el crimen y la corrupción. Su lema de campaña fue: "Humanidad contra el egoísmo", con pancartas en sus mítines que decían con entusiasmo: "Queremos una sociedad de personas que no rivalicen". Básicamente, el denominador común de la campaña socialdemócrata fueron las dificultades de la transformación además de criticar la corrupción.
Tras los escándalos que acompañaron a la rápida privatización, también influyo el sentido generalizado de que el estado era responsable del bienestar de sus ciudadanos. Pero el ČSSD (así como algunos otros partidos de oposición, como el DEU) también atrajo un considerable apoyo de las filas de aquellos que, aunque básicamente deseaban que la coalición de Klaus continuara gobernando, también estaban hartos de un gobierno arrogante dominado por un solo partido, que durante los últimos cuatro años gobernó sin una oposición efectiva en el parlamento, y que, debido a la mayoría de los ministerios del gobierno en sus manos, también podría abrirse camino en el gabinete. Esto, llamándolo el factor de arrogancia del poder, fue una queja común entre los antiguos partidarios de la SAO, quienes desertaron para votar por la oposición en 1996.

### Finanzas
| Partido                                                  | El dinero gastado (Kč) |
| -------------------------------------------------------- | ---------------------- |
| Partido Democrático Cívico                               | 127,000,000            |
| Partido Socialdemócrata Checo                            | 80,000,000             |
| Unión Cristiana y Demócrata-Partido Popular Checoslovaco | 55,000,000             |
| Alianza Democrática Cívica                               | 40,000,000             |
| Partido Comunista de Bohemia y Moravia                   | 8,000,000              |
| Fuente: České Noviny                                     |                        |

## Encuestas de opinión
| Fecha                 | Encuestadora | ODS   | ČSSD  | KSČM  | KDU–ČSL | SPR-RSČ | ODA  | DŽJ | DEU | SD-LSNS | LB  | Otros |
| --------------------- | ------------ | ----- | ----- | ----- | ------- | ------- | ---- | --- | --- | ------- | --- | ----- |
| Fecha                 | Encuestadora |       |       |       |         |         |      |     |     |         |     | Otros |
| 31 de mayo-1 de junio | Resultados   | 29.62 | 26.44 | 10.33 | 8.08    | 8.01    | 6.36 | 3.1 | 2.8 | 2.1     | 1.4 | 1.8   |
| mayo de 1996          | STEM         | 24.0  | 19.3  | 10.3  | 8.7     | 7.1     | 9.1  | n/a | n/a | n/a     | n/a |       |
| 4–7 de mayo de 1996   | IVVM         | 21.8  | 17.7  | 7.3   | 7.1     | 5.8     | 5.8  | 2.8 | 2.3 | 1.9     | 3.3 |       |
| Abril                 | IVVM         | 25.5  | 15.5  | 6.2   | 8.9     | 5.0     | 6.8  | 1.9 | 1.4 | 1.9     | 4.5 |       |
| Marzo                 | IVVM         | 25.5  | 15.3  | 6.0   | 6.7     | 4.7     | 8.1  | 1.2 | 1.7 | 1.9     | 4.2 |       |
| Febrero               | IVVM         | 24.7  | 15.9  | 6.5   | 9.1     | 4.4     | 8.1  | 0.9 | 1.2 | 3.2     | 3.8 |       |
| Enero                 | IVVM         | 27.2  | 17.3  | 7.1   | 6.7     | 4.7     | 6.6  | 0.7 | 0.8 | 2.0     | 4.7 |       |

## Resultados
|  | 29.62 % |

|  | 26.44 % |

|  | 10.33 % |

|  | 8.08 % |

|  | 8.01 % |

|  | 6.36 % |

|  | 3.09 % |

|  | 2.80 % |

|  | 2.05 % |

|  | 3.22 % |

|  | 99.24 % |

|  | 0.76 % |

|  | 100.00 % |

|  | 76.41 % |

### Mapas de resultados

ODS
ČSSD
KSČM
KDU-ČSL
SPR-RSČ
ODA